# Bataille de Tzirallum
Pour les articles homonymes, voir Bataille d'Andrinople.
La bataille de Tzirallum ou bataille d'Andrinople oppose le 30 avril 313 les armées des empereurs Licinius et Maximin Daïa.
Après avoir pris Byzance, Maximin Daïa assiège Heraclea Perinthus et s'en empare au bout de huit jours. Licinius vient à sa rencontre depuis Andrinople et, après l'échec de négociations, leurs deux armées se combattent. Licinius est tout d'abord débordé par la supériorité numérique adverse mais son plus grand talent de tacticien et la solidité de ses troupes lui permet de renverser la situation, l'armée de Maximin Daïa étant mise en déroute. Maximin doit prendre la fuite et meurt quelques mois plus tard.